# دحل أبا الضيان
دحل أبا الضيان هو أحد الدحول الواقعة في الصمان في السعودية.